# Николаус III (Текленбург)
Николаус III фон Текленбург (на немски: Nicolaus III von Tecklenburg; † 1508) е от ок. 1452 до 1508 г. граф на Текленбург.

## Произход и наследство
Той е единственият син на граф Ото VII фон Текленбург († сл. 1452) и първата му съпруга Ерменгард (* ок. 1410), дъщеря на граф Ерих I фон Хоя принцеса Хелена фон Брауншвайг-Люнебург, дъщеря на херцог Магнус II фон Брауншвайг-Люнебург и Катарина фон Анхалт-Бернбург. Внук е на граф Николаус II фон Текленбург.
През 1450 г. Николаус III наследява баща си заедно с по-малкия му полубрат Ото († 1493), който става граф на Ибург.

## Фамилия
Николаус III се жени през 1459 г. за Матилда де Берг с'Херенберг (* ок. 1440; † ок. 1510), дъщеря на Вилхелм II де Васенер, граф на Берг, и на Луитгарда фон Бентхайм. Двамата имат децата:
- Ото VIII (IX) (* 1480, † 1534), от 1508 г. граф на Текленбург, женен ок. 1490 г. за Ирмгард фон Ритберг (* ок. 1480), дъщеря на граф Йохан I фон Ритберг
- Николаус IV († 1541), от 1508 г. граф на Текленбург, женен на 5 юли 1508 г. за Ева фон Насау-Байлщайн († 29 септември 1575), дъщеря на граф Хайнрих IV фон Насау-Байлщайн и Ева фон Сайн
- Елизабет (* ок. 1440; † ок. 1499), омъжена 1465 г. за граф Ото IV фон Валдек-Ландау (* 1440; † 14 октомври 1495)
- Амалия, каноничка в манастир Гересхайм